# Steven Davies
Steven Davies (né le 17 juin 1986) est un joueur de cricket britannique.

## Carrière
Il a joué pour l'équipe d'Angleterre en One-day International (8 matchs) et en Twenty20 (5 matchs).

## Vie privée
Steven Davies est le premier joueur de cricket professionnel à avoir fait son coming out.